# Tony Hawk
Anthony Frank Hawk (ismertebb nevén: Tony Hawk) (San Diego, Kalifornia, 1968. május 12. –) amerikai gördeszkás.

## Élete
Kilencéves volt, amikor a bátyja örökre megváltoztatta az életét azzal, hogy egy kék üvegszálas gördeszkát nyomott a kezébe.
Mielőtt deszkázni kezdett, Tony saját bevallása szerint is egy rémálom volt. „Szörnyű gyerek voltam. Azt hiszem az anyukám fogalmazta ezt meg a legjobban, amikor azt mondta: »ez a gyerek igazi kihívás«”.
Olyan eltökélt és céltudatos gyermek volt, hogy az már-már orvosi esetnek is beillett volna. Amikor  hatéves volt és az édesanyja elvitte egy uszodába, Tony úgy döntött, egy levegővel átússza az egészet. „Annyira zavarta, hogy nem tudta megcsinálni", emlékszik vissza Nancy, az édesanyja. "Nagyon keményen bánt saját magával és elvárta magától, hogy nagyon sok mindent véghez tudjon vinni.”. Egy másik alkalommal Tony kiesett baseballozás közben és annyira elszomorodott, hogy elbújt egy vízmosásban. Az édesapjának végül fizikai erőszak alkalmazásával kellett kihoznia onnan.

## Magánélete

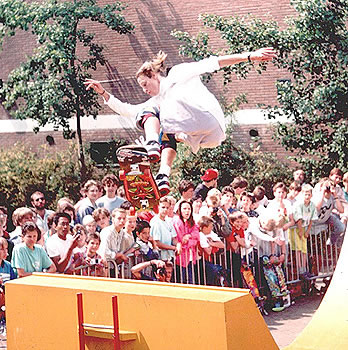
Tony Hawk, 1987

## Háza
Tony Hawk kaliforniai, carlsbadi otthona 46 400 négyzetméteres, egy hozzátartozó 216 négyzetméteres gördeszkapályával, ami ugratóval, központi piramissal van felszerelve és van benne egy párkány is, ami padként szolgál. Továbbá kosárlabda-pálya és medence is van hozzá. A ház belsejében kb. 150,000 dollár értékben található elektronikus- játékfelszerelés, amely 65-inches plazma HDTV-hez van hozzászerelve.
- http://www.bien.hu/files/userfiles/images/8.jpg%5B%5D

## Fordítás
- Ez a szócikk részben vagy egészben  a   Tony Hawk című angol Wikipédia-szócikk fordításán alapul.  Az eredeti cikk szerkesztőit annak laptörténete sorolja fel. Ez a jelzés csupán a megfogalmazás eredetét és a szerzői jogokat jelzi, nem szolgál a cikkben szereplő információk forrásmegjelöléseként.